# محمود حمیدا

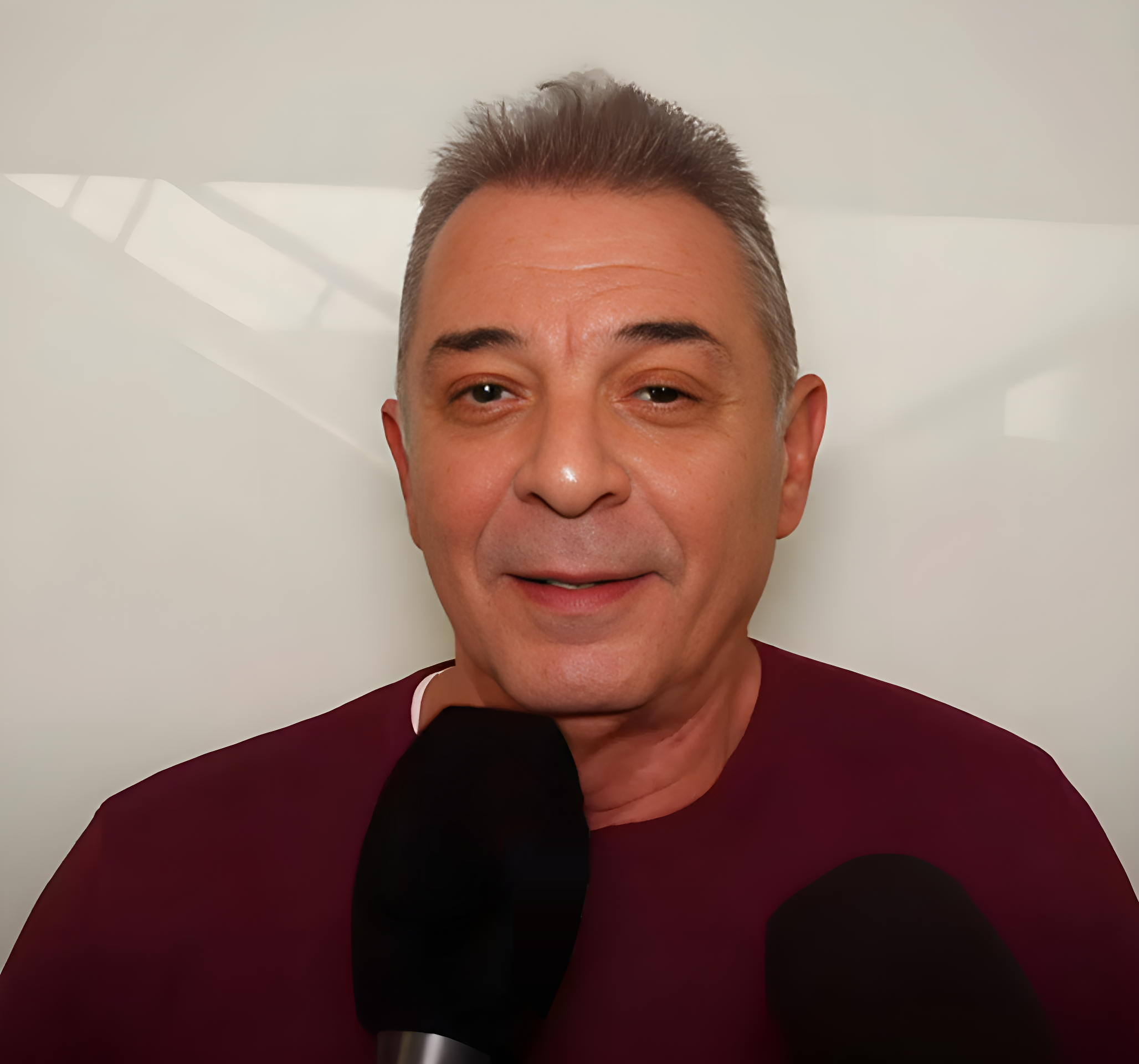

محمود حمیدا (زاده ۷ دسامبر ۱۹۵۳) بازیگر مصری است که در سال ۱۹۸۱ لیسانس بازرگانی گرفت. او نقش‌های زیادی در سینما ایفا کرد و فعالیت هنری خود را با کار در سریال‌های تلویزیونی آغاز کرد که معروف‌ترین آن سریال سیاه و سفید در کنار هنرمند فقید صلاح ذوالفیکار است.